# Gerard Pucelle
Gerard la Pucelle (noto anche come Gerard Pucelle; in latino: Girardus Puella; 1117 – 13 gennaio 1184) è stato un vescovo e canonista inglese.
Fedele alla dottrina peripatetica, fu professore di diritto canonico all'Università di Parigi e alla scuola cattedrale di Colonia. Verso la fine della sua vita fu vescovo di Conventry.

## Biografia
Fu originario dell'area anglo-normanna, ma non si sa se sia nato in Inghilterra o in Normandia.
Gerardo insegnò diritto canonico all'Università di Parigi negli anni Cinquanta del XII secolo, quando lo studio della disciplina ecclesiastica si differenziò per la prima volta dalla teologia, grazie alle raccolte di decretali ecclesiastiche iniziate con il Decretum Gratiani, che fu redatto da un monaco dell'Università di Bologna. Tra i suoi testi superstiti ci sono le glosse ai manoscritti del Decretum che si trovano nella Cattedrale di Durham e le glosse alla Summa Lipsiensis, alla Summa Parisiensis, commento anonimo al Decretum Gratian scritto intorno al 1170 e altrove. Gerardo arricchì la raccolta di testi che erano oggetto del suo insegnamento. Tra i suoi allievi c'erano Luca di Strigonio, Rodolfo il nero, il maestro Riccardo, un certo Gervasio che si ritirò a Durham e lo studioso inglese Walter Map.
Gerardo fu un membro dell'entourage di Tommaso Becket, della sua famiglia allargata, prima dell'esilio di quest'ultimo in Francia nel novembre 1164; da lui ricevette i primi benefici ecclesiastici. Fu anche un amico intimo di Giovanni di Salisbury. Dopo l'esilio di Becket, Gerardo insegnò per qualche tempo a Parigi prima di intraprendere una missione nell'impero nel 1165/66, nonostante Federico Barbarossa fosse stato bandito e scomunicato. Su richiesta di Rainaldo di Dassel, cancelliere di Federico Barbarossa, tra il 1165 e il 1167 lasciò Parigi per insegnare a Colonia dove ottenne il beneficio di una prebenda. Il re Luigi VII si lamentò vivamente di questa defezione. Inoltre, l'arcivescovo di Colonia aveva istigato uno scisma contro papa Alessandro III, riconosciuto dai re di Francia e Inghilterra, che aveva scomunicato l'imperatore Federico Barbarossa e il suo cancelliere. Giovanni di Salisbury protestò con il suo amico e si rifiutò di seguirlo. Nel 1167 Gerardo scrisse a Becket per riaffermare la sua fedeltà a lui e lo informò degli eventi in Germania. In questo periodo, insegnò diritto canonico alla scuola cattedrale di Colonia.
Nel 1168 fece ritorno in Inghilterra e prestò giuramento di fedeltà a Enrico II, che Becket aveva rifiutato di fare. Tuttavia, questo non significava che avesse interrotto l'amicizia con Tommaso Becket, poiché nello stesso anno Becket intervenne presso Alessandro III per ottenere la sua assoluzione dopo l'associazione del suo nome allo scisma, assoluzione che il Papa concesse a condizione che rinunciasse al beneficio che gli era stato conferito in Germania; il Papa e l'arcivescovo Becket intercedettero poi in suo favore presso il re Luigi VII.
Nel 1170 Gerardo cercò di organizzare un incontro tra Thomas Becket e due dignitari ecclesiastici vicini a Enrico II: Geoffroi Ridel, suo cancelliere, arcidiacono della Chiesa di Canterbury (l'"arcidiavolo" secondo i sostenitori di Becket), e Froger, suo cappellano, vescovo di Sées. Giovanni di Salisbury criticò aspramente Gerardo per la sua associazione con lo scomunicato Ridel e lo avvertì solennemente che non avrebbe ottenuto una seconda riconciliazione con la Chiesa. Il 3 dicembre dello stesso anno, Tommaso Becket tornò in Inghilterra e il 29 dicembre fu assassinato nella cattedrale di Canterbury da quattro cavalieri dell'entourage di Enrico II.
Intorno a questo periodo, secondo le fonti, Gerardo riprese probabilmente l'insegnamento a Parigi.
Dal 1174 circa Gerardo fu di nuovo in Inghilterra, al servizio di Riccardo di Dover, successore di Becket come arcivescovo di Canterbury. Ciò è attestato dal fatto che tra il 1174 e il 1183 firmò cinquantasei volte come testimone degli Atti del nuovo arcivescovo di Canterbury Riccardo di Dover (circa un quarto degli Atti super), comparendo come il primo dei firmatari.
Per un certo periodo fu anche con Pietro di Blois a Roma, dove rappresentò l'arcivescovo Riccardo davanti alla curia in una disputa con i monaci dell'Abbazia di Sant'Agostino a Canterbury.
Papa Alessandro III apprezzò molto la grande erudizione di Gerardo, che gli era stato raccomandato anche dal suo legato in Francia, Pietro da Pavia; il 2 febbraio gli concesse il diritto di ricevere i suoi benefici inglesi in contumacia per quattro anni: fu il primo esempio di esenzione dall'obbligo di residenza per un professore che riceveva un beneficio ecclesiastico. Inoltre, il 15 marzo gli restituì i benefici acquisiti in Germania.
Nel marzo 1179, Gerardo partecipò al Terzo Concilio Lateranense come rappresentante dell'arcivescovo di Canterbury: in tale veste difese il caso di Bertram, un canonico di Colonia che probabilmente era stato suo allievo, nominato arcivescovo di Brema e Amburgo dall'imperatore nel 1178 in condizioni che non sembravano canoniche, e infine trasferito alla diocesi di Metz nel 1180. Da lì, probabilmente tornò a Colonia per insegnare per un po' di tempo; tuttavia, prima del settembre 1181 Gerardo era già tornato in Inghilterra.
Forse già canonico, nel gennaio 1183 Gerardo fu nominato vescovo di Coventry, fatto che lo rese vassallo di Enrico II d'Inghilterra. Fu consacrato il 25 settembre a Cantembury. Morì l'anno successivo, il 13 gennaio 1184 a Coventry. Gervasio di Canterbury affermò che Gerardo fu avvelenato. Fu sepolto nella Cattedrale di Coventry.
Gerardo la Pucelle ebbe notevole fama ai suoi tempi, date le testimonianze di Giovanni di Salisbury, di papa Alessandro III e del suo legato Pietro da Pavia che attestano che era un uomo di vasta cultura. Sono noti diversi suoi allievi e molte opere o glosse di diritto canonico fanno riferimento alle sue idee. Tuttavia, non si è conservata alcuna sua opera. Sembra che sia stato autore di una Summa super decretalia, che in ogni caso non si è conservata.

### Riferimenti
1. 1 2  Weigand "Transmontane Decretists" History of Medieval Canon Law pp. 182-183
2. ↑   Gerard Pucelle und Köln, su mirabileweb.it.
3. ↑  Diocesi di Lichfield fino al 1075, poi Chester fino al 1102, Coventry fino al 1228, Coventry e Lichfield in seguito.
4. ↑  Knowles (1976), p. 674.
5. ↑  Barlow (1086), p. 78.
6. ↑  Barlow (1086), p. 135.
7. ↑  Barlow (1086), p. 127.
8. 1 2 3  DNB (2004).
9. ↑  Barlow (1086), p. 176.
10. 1 2  Fryde (1996), p. 253.
11. ↑  Per tutta la seconda parte del XII e l'inizio del XIII secolo, il vescovo fu al servizio di quindici cavalieri. "Houses of Benedictine monks: Priory of Coventry" History of the County of Warwick
12. ↑  Lettere 191, 194, 213, 285